# Efterspel (sexualitet)
För andra betydelser, se Efterspel.
| Efterspel |
| --- |
| - Betydelse – avslutande fasen i ett samlag - Karaktär – nedtrappning och bearbetning av den erotiska aktiviteten, emotionell bekräftelse av relation - Variant – eftervård (efter rollspel, BDSM eller liknande) |

Efterspel syftar på den avslutande fasen av ett samlag. Den kommer efter eventuella orgasmer och penetrativa aktiviteter. Efterspelet handlar både om att bearbeta den nyss upplevda aktiviteten och att bekräfta relationen mellan deltagarna i samlaget.

## Karaktär
Ett efterspel kan vara långt eller kort. I vissa sammanhang kan efterspelet näst intill vara obefintligt, vilket ofta leder till att en eller båda parter kan uppleva en känslomässig saknad. Efter att en man fått orgasm inträder ofta en tydlig trötthet, vilket kan försvåra efterspelet, men efterspelet kan anpassas efter de bådas vakenhet och energi samt situationen.
Under ett efterspel kan man diskutera det som hänt under samlaget, men framför allt kan ägna sig åt att känna, beröra och stimulera varandras kroppar mindre intensivt. Det kan vara smekningar, kramar, kyssar, blickar och beröring på olika sätt.
Efterspelet är en sorts nedtrappning av den sexuella energin från samlaget, utan att denna tar tvärt stopp efter en eller flera eventuella orgasmer. Det  är en avrundning av aktiviteten och successiv övergång till andra aktiviteter, på liknande sätt som förspelet är en upptrappning av den sexuella energin och aktiviteterna.

## Eftervård
Ibland är samlaget ovanligt intensivt, exempelvis om aktiviteten är av BDSM-karaktär, med rollspel eller aktiviteter där deltagarna byter sinnestillstånd. Då kommer efterspelet att vara extra viktigt, som en eftervård (engelska: aftercare) så att deltagarna kan landa i den "vanliga världen" igen. Där handlar det än mer om att bekräfta någons kroppsliga integritet, människovärde och normala identitet, efter en aktivitet där en eller flera av deltagarna gått långt utöver sina vanliga roller som människor.
I en sadomasochistisk eller dominant/undergiven aktivitet förflyttas deltagarnas mentala sinnestillstånd ofta långt från de vanliga tillstånden. De kan hamna i antingen subspace (undergivet sinnestillstånd) eller topspace (dominant sinnestillstånd), med sina specifika karaktäristika och utmaningar.
En liknande psykologisk hantering av efterspelet kan behöva göras efter sexscener i olika medier (inklusive spelfilm, TV-serie eller pornografisk film). I allmänna filmsammanhang används numera ofta en intimitetskoordinator, som bland annat kan hjälpa till med bearbetningen av upplevelserna inför och under tagningen.